# Agnibesa plumbeolineata
Agnibesa plumbeolineata är en fjärilsart som beskrevs av George Francis Hampson 1895. Agnibesa plumbeolineata ingår i släktet Agnibesa och familjen mätare. Inga underarter finns listade i Catalogue of Life.